# شهرستان گارو
شهرستان گارو یک منطقهٔ مسکونی در سومالی است که در نوجال (سومالی) واقع شده‌است. شهرستان گارو ۵۷۰٬۵۷۸ نفر جمعیت دارد.